# Alois Čenský

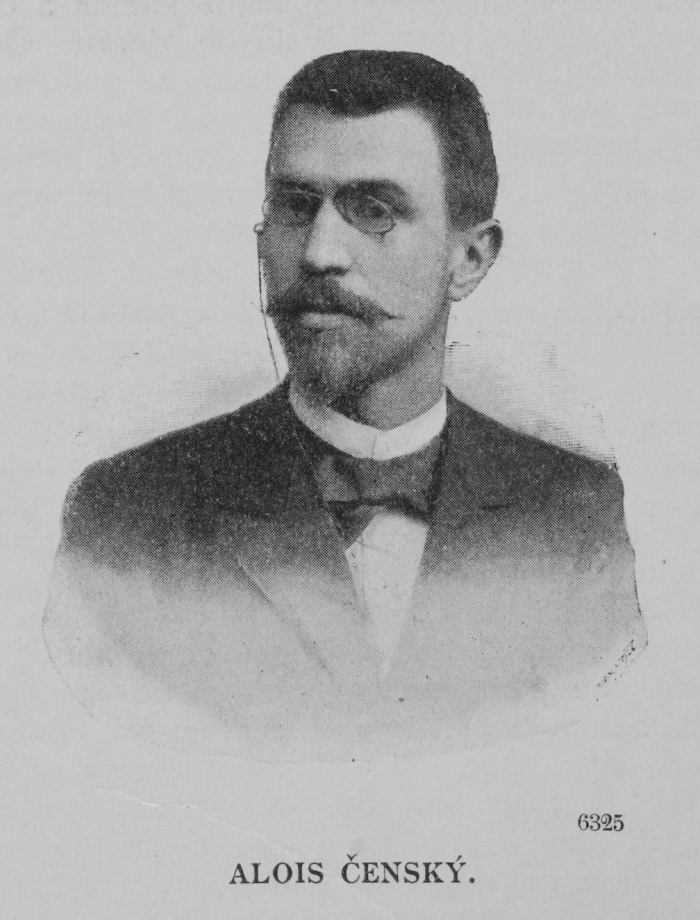
Alois Čenský (1895)

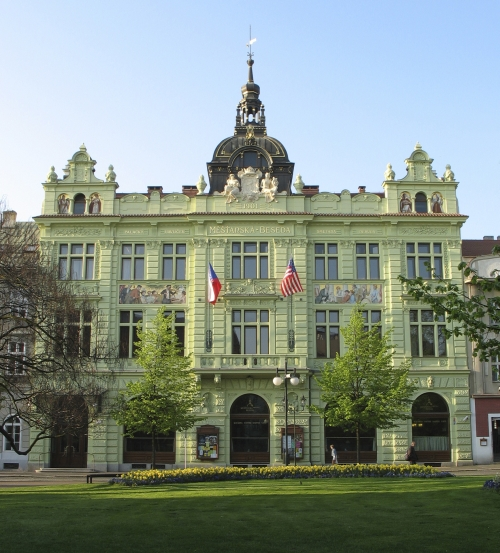
Bürgerhaus in Pilsen

Alois Čenský (* 22. Juni 1868 in Beroun; † 29. Dezember 1954 in Prag) war ein tschechischer Architekt.

## Leben
Čenský lehrte von 1896 bis 1907 an den Technischen Fachschulen für Bauwesen in Pilsen, Písek und Prag. Von 1903 bis 1921 arbeitete er als Redakteur an der Zeitschrift Architekten-Rundschau (Architektonický obzor) mit und veröffentlichte einige Fachbücher. Daneben schrieb er Unterrichtsskripte für seine Schüler und erstellte Berechnungsunterlagen für Baukonstruktionen. In den Jahren 1913 bis 1923 war er viermal Dekan der Technischen Fachschule in Prag und Mitglied mehrerer Kommissionen. Nach 1921 wurde er zum Vorsitzenden der Architektengruppe der Fachschule gewählt.

## Bauten
- Divadlo na Vinohradech, Prag
- Darlehenskasse in Přerov
- Handelsschule in České Budějovice
- Bürgerhaus in Pilsen
- Turnhalle in Dvůr Králové nad Labem
- Nationalhaus und Zentralmarkt in Prag-Smíchov
- Stadttheater und Hotel „U beránka“ in Náchod
- Villen in Prag
- Rekonstruktion des Schlosses Zbraslav
- Familienhäuser (Siedlung) in Prag-Modřany
- Kapelle zu Unserer lieben Frau in Draženov